# Mukormykoza

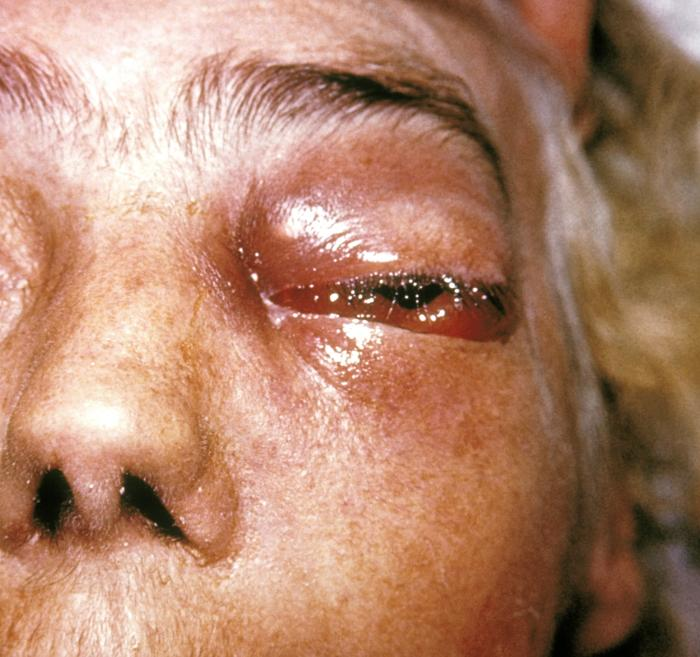
Mukormykoza okolicy oczodołu.

Mukormykoza, mukormikoza (dawniej zygomykoza) – grzybica oportunistyczna wywołana przez grzyby z rzędu Mucorales (najczęściej z gatunku Rhizopus arrhizus). Występuje głównie u osób przewlekle chorych z obniżoną odpornością (są to najczęściej osoby z przeszczepem komórek krwiotwórczych HSCT, z kwasicą ketonową w przebiegu cukrzycy).

## Epidemiologia

### Rozpowszechnienie i zapadalność
Mukormykoza jest bardzo rzadką chorobą, jednakże rzeczywista liczba przypadków nie jest znana. Szacuje się na podstawie danych z USA, że zapadalność wynosi 1,7 przypadków na milion mieszkańców na rok. Oszacowania hiszpańskie wskazują, że liczba ta wynosi ok. 0,4 przypadków na milion mieszkańców na rok. Inne oszacowania mówią o 100000 przypadków rocznie zakażeń Zygomycota na świecie.

### Drogi zakażenia
Drogą inwazji są błony śluzowe górnych dróg oddechowych. Do zakażenia może dojść również poprzez uszkodzoną skórę – oparzenia, ukąszenia owadów lub błonę śluzową przewodu pokarmowego.

### Czynniki ryzyka
- kwasica ketonowa w przebiegu źle lub nie leczonej cukrzycy
- leczenie kortykosteroidami
- terapia deferoksaminą u pacjentów dializowanych
- leki immunosupresyjne
- neutropenia
- niedożywienie
- zakażenie wirusem cytomegalii
- rozległe oparzenia/rany

## Postacie choroby
Wyróżnia się pięć głównych postaci mukormykozy:
1. zygomykoza nosowo-mózgowa,
2. zygomykoza płucna
3. zygomykoza żołądkowo-jelitowa
4. zygomykoza skórna
5. zygomykoza rozsiana.

Niektórzy wyróżniają szóstą grupę w której łączone są zakażenia mózgu bez zajęcia zatok, zapalenia wsierdzia, zakażenia kości itp. Najczęstszą postacią choroby jest mukormykoza nosowo-mózgowa, kolejną co do częstości jest postać skórna, następnie płucna i rozsiana, jednakże w grupie pacjentów nie obciążonych immunosupresją lub innymi czynnikami ryzyka (generalnie zdrowych) najczęstsza jest postać skórna oraz nosowo-mózgowa.

## Klasyfikacja ICD10
| kod ICD10     | nazwa choroby                  |
| ------------- | ------------------------------ |
| ICD-10: B46   | Mukormykoza [zygomycosis]      |
| ICD-10: B46.0 | Mukormykoza płucna             |
| ICD-10: B46.1 | Mukormykoza nosowo-mózgowa     |
| ICD-10: B46.2 | Mukormykoza żołądkowo-jelitowa |
| ICD-10: B46.3 | Mukormykoza skórna             |
| ICD-10: B46.4 | Mukormykoza rozsiana           |
| ICD-10: B46.5 | Mukormykoza, nie określona     |
| ICD-10: B46.9 | Mukormykoza, nie określona     |